# Millstone (Kentucky)
Millstone – jednostka osadnicza w Stanach Zjednoczonych, w stanie Kentucky, w hrabstwie Letcher.